# Донбасско-Донская операция
Донбасско-Донская операция (январь-февраль 1918) — операция по подавлению силами советского Южного революционного фронта по борьбе с контрреволюцией под командованием В. А. Антонова-Овсеенко казачьих войск атамана Каледина и добровольческих отрядов на территории Донбасса и Области Войска Донского.

## Предыстория
Область Войска Донского сразу же после петроградского вооружённого восстания большевиков превратилась в один из основных очагов контрреволюции, куда стекались из европейской России антибольшевистские силы. Войсковой Атаман А. М. Каледин уже 26 октября (8 ноября) 1917 год ввёл военное положение, приступил к разгрому местных Советов и установил контакты с казачьим руководством Оренбурга, Кубани, Астрахани, Терека. 27 октября (9 ноября) он пригласил в столицу Области г. Новочеркасск членов свергнутого Временного правительства и Временного Совета Российской Республики («Предпарламента») для организации борьбы с большевиками. 7 (20) ноября атаман Каледин, прекратив попытки связаться с остатками низложенного Временного правительства, обратился к населению с заявлением о том, что Войсковое правительство не признаёт большевистскую власть, а поэтому Область провозглашается независимой до образования законной российской власти. 
26 ноября (9 декабря) ростовские большевики выступили против Войскового правительства и объявили, что власть в Области переходит в руки Ростовского военно-революционного комитета. 2 (15) декабря после ожесточённых боёв добровольческие отряды и войска генерала Каледина выбили большевиков из Ростова, а затем из Таганрога (в Таганроге никаких боев не было), и взяли под свой контроль значительную часть Донбасса.
6 (19) декабря Совнарком РСФСР образовал Южный революционный фронт по борьбе с контрреволюцией. Главнокомандующим войсками фронта был назначен большевик В. А. Антонов-Овсеенко. В его непосредственном подчинении находился Революционный полевой штаб.
8 (21) декабря был образован Полевой штаб ЮРФБКР, который возглавил левый эсер подполковник М. А. Муравьёв.
План действий советских войск заключался в следующем:
1. опираясь на революционных черноморских матросов, провести организацию Красной гвардии в Донецком бассейне;
2. с севера и из красной революционной Ставки (бывшая Ставка Верховного Главнокомандующего) выдвинуть сборные отряды, предварительно сосредоточив их в исходных пунктах: Гомеле, Брянске, Харькове и Воронеже;
3. выдвинуть части революционного 2-го гвардейского корпуса из района Жмеринка — Бар, где он дислоцировался, на восток для сосредоточения в Донбассе[3].

В начале декабря 1917 года красные отряды сосредоточились в намеченных районах. Их общая первоначальная численность не превосходила 6-7 тысяч штыков и сабель, 30-40 орудий и нескольких десятков пулемётов. В их состав входили разнородные части старой армии, отряды моряков, Красной гвардии и др. При движении на юг к ним стали присоединяться красногвардейцы разных городов (всего до 4 тысяч человек) и солдаты большевистски настроенного 45-го пехотного запасного полка (до 3 тысяч человек)..
В ночь на 10 (23) декабря в Харькове были разоружены украинизированные части. 11−12 (24-25) декабря в городе состоялся 1-й Всеукраинский съезд Советов, который провозгласил Украину Республикой Советов. 
После съезда Антонов-Овсеенко передал командование войсками фронта на Украине начальнику штаба фронта Муравьёву, а сам возглавил борьбу против калединцев.
Противостоявшие советским войскам  главные силы Каледина сосредоточились в районе Каменская — Глубокое — Миллерово — Лихая; в Ростове-на-Дону и в Новочеркасске формировалась Добровольческая армия. Кроме того, отдельные белые партизанские отряды и несколько регулярных казачьих частей занимали Горлово-Макеевский район Донбасса, вытеснив оттуда красногвардейские части.

## Ход боевых действий
Советское командование приняло следующий план действий:
1. Прервать все железнодорожные пути сообщения между Украиной и Доном;
2. Открыть сообщение с Донбассом в обход Северо-донецкой железной дороги, действуя через Лозовую—Славянск;
3. Установить связь между Харьковом и Воронежем через Купянск—Лиски;
4. Наладить связь с Северным Кавказом, куда подтягивалась с Кавказского фронта пробольшевистски настроенная 39-я пехотная дивизия.

В целом план предусматривал образование заслона в сторону Украины и сосредоточение всех усилий против Дона.
17 (30) декабря 1917 года отрядом Егорова была занята станция Лозовая, а затем — город Павлоград. В Лозовой защищавшие станцию гайдамаки бежали, в Павлодаре — сдались без боя. 
28 декабря атаман Каледин для укрепления северо-западного фронта, издал приказ о перемещении воинских частей на границы Области Войска Донского.
- В районе Зверево должен был разместиться штаб 8-й донской казачьей дивизии под командованием полковника Михайлова.

Каменская группа: под командованием генерала Савельева. В район обороны группы вошли Луганск - Каменская - Чертково.
Состав группы:
- 34-й Донской казачий полк
- 44-й Донской казачий полк

Зверевская группа: под командованием гвардии полковника Михайлова. В район обороны группы вошли Щетово - Зверево - Лихая - Родаково.
Состав группы:
- Гвардейская казачья бригада, 10-го Донского казачьего полка
- Партизанский отряд ес. Чернецова
- иб. гв.  6 Донск,
- 30 и 14 Донские кав. батареи

Макеевская группа: под командованием генерал майора Орлова. В район обороны группы Макеевский горный район.
Состав группы:
- 7-й Донской казачий Войскового Атамана Денисова полк
- 41-й Донской казачий полк
- 58-й Донской казачий полк
- 7-я Донская казачья батарея
- 29-я Донская казачья батарея
- сотня 46-го Донского казачьего полка

Савельев, Михайлов, Орлов, находились в оперативном подчинении Каледина.
4 января 1918 года шедшая от Харькова колонна Сиверса соединилась с красногвардейцами донецких рудников.
К 7 января 1918 года советские войска, обеспечив себя с запада заслоном на фронте Ворожба—Люботин—Павлоград—Синельниково, главными силами заняли Донецкий бассейн. Со стороны Воронежа на Миллерово—Новочеркасск наступала сформированная в Воронеже колонна Петрова; её головные части достигли станции Чертково. 8 января Антонов-Овсеенко решил ликвидировать силы Каледина ударом своих главных сил со стороны Донбасса, для чего колонна Саблина должна была от Луганска развивать наступление на станцию Лихая, а колонна Сиверса, обеспечивая её с юга, двигаться на станцию Зверево, колонна Петрова должна была наступать на Миллерово с севера.
Из-за того, что колонна Сиверса увлеклась движением на юг, она в итоге остановилась у станции Иловайская, где два полка отказались повиноваться и были разоружены; отряды Саблина оказались слабы для наступления. Это позволило казакам нанести контрудар на Дебальцево и задержать наступление советских войск. Тем временем колонна Петрова завязало переговоры с казаками у Черткова.
В конце января в селе Каменское образовался военно-революционный комитет и сформировался Северный казачий отряд (командир — Голубев), присоединившийся к советским войскам. При помощи перешедших на его сторону некоторых частей Каледина отряд захватил станции Лихая и Зверево. Ревком попытался начать переговоры с Калединым, но они закончились безрезультатно. Ввиду разложения казачьих частей на воронежском и харьковском направлениях Каледин был вынужден заменить их частями Добровольческой армии, которые на некоторое время задержали наступление советских войск.
3 февраля отряд Сиверса в боях на подступах к Таганрогу понес потери и отступил, но будучи усилен прибывшими из центра революционными отрядами и мощным бронепоездом с морскими орудиями, возобновил наступление. Преодолевая сопротивление корниловцев, 8 февраля Сиверс установил связь с революционным Таганрогом, где рабочие Балтийского завода подняли восстание, захватили город и принудили белогвардейский гарнизон с большими потерями отойти в сторону Ростова.
Тем временем калединско-добровольческие части (отряд Чернецова) нанесли удар по колонне Саблина у Лихой и отбросили её в исходное положение к станции Изворино, после чего возобновили преследование сил Донского ревкома. Отступая, революционные донские казаки у станции Глубокая соединились с подходившей от Воронежа колонной Петрова. Белые казаки сначала овладели станцией, но затем были разбиты соединёнными силами красных и рассеялись. Саблин, усиленный подошедшим к нему отрядом черноморских моряков и отрядами Кудинского в свою очередь перешёл в наступление, и 8 февраля вновь занял станции Зверево и Лихую.
К 10 февраля сопротивление добровольческих частей и мелких калединских отрядов было окончательно сломлено, но продвижению советских войск препятствовали порча железнодорожных путей и опасения за свой тыл. 16 февраля колонна Саблина подошла к окрестностям Новочеркасска. Атаман Каледин ввиду полной деморализации своих сподвижников покончил жизнь самоубийством.
На Таганрогском направлении добровольцы задержали продвижение отряда Сиверса, но 13 февраля Сиверс всё-таки подошёл к Ростову; в то же время части 39-й пехотной дивизии заняли Батайск. Ростов был занят Сиверсом только 23 февраля, а Новочеркасск — 25 февраля отрядом Саблина совместно с казачьей бригадой донского ревкома. Части Добровольческой армии отступили и ушли на Екатеринодар на Кубань.

## Итоги и последствия
Близость советских войск к Украине дало толчок выступлению сил, враждебных Центральной раде, власть которой была свергнута во многих промышленных и портовых центрах Украины.